# Pietro Mongini
Pietro Mongini (Roma, 1830 - Milão, 27 de abril de 1874) foi um tenor italiano.
Mongini começou a sua carreira como baixo (voz) mas a partir de 1853 começou a interpretar papéis de tenor. Os críticos da época consideravam que Mongini não utilizava a sua poderosa voz de tenor heróico com muita subtileza e inteligência, mas que em papéis como os de Arnold, Manrico ou Alvaro, o brilhantismo do som e a excelência do seu desempenho compensavam a sua falta de espírito artístico.